# جولیان رایت
جولیان رایت (انگلیسی: Julian Wright؛ زادهٔ ۲۰ مهٔ ۱۹۸۷) بازیکن بسکتبال اهل ایالات متحده آمریکا است.

## حرفه
از باشگاه‌هایی که در آن بازی کرده‌است می‌توان به نیو اورلینز پلیکانز اشاره کرد.